# Alkabukó
Az alkabukó (Alle alle) a madarak osztályának a lilealakúak (Charadriiformes) rendjébe és az alkafélék (Alcidae) családjába tartozó Alle nem egyetlen faja.

## Rendszerezése
A fajt Carl von Linné svéd természettudós írta le 1758-ban, az Alca nembe Alca Alle néven.

## Alfajai
- Alle alle alle (Linnaeus, 1758)
- Alle alle polaris Stenhouse, 1930[2]

## Előfordulása
Az északi tengerek sarkvidéki partjain honos, telelni az Atlanti-óceán északi részeire vonul.

## Megjelenése
Testhossza 17–19 centiméter, testtömege 163 gramm, szárnyfesztávolsága pedig 40–48 centiméter. Feje, nyaka és háti része fekete, hasi része pedig fehér.
|  |  |

## Életmódja
Víz alatt úszva keresgéli planktonokból, rákokból és kis halakból álló táplálékát.

## Szaporodása
Sziklahasadékokba rakja tojásait.
|  |

## Emberi fogyasztása
Előfordulási helyein néhol étkezési célra vadásszák. Jellemzően az alkabukó az alapanyaga a grönlandi inuitok hagyományos és némileg bizarr, téli ételkülönlegességének, a kiviaknak.